# Торгівці в часі
Торгівці в часі (англ. The Time Traders) — науково-фантастичний роман американської письменниці Андре Нортон, вперше опублікований 1958 року.
Перша книга серії «Торгівці в часі»; фантастика про конфронтацію Заходу, Совєтів і Яйцеголових (іншопланетної раси з літаючими тарілками).

## Зміст
Наприкінці 20 століття дрібний злочинець Рос Мердок має вибір: пройти медичну процедуру корекції особистості чи добровільно приєднатися до секретного урядового проекту. Сподіваючись на можливість втекти, Рос приєднується до операції «Повернення в минуле», і його доставляють на базу майора Джона Келгаріса, побудовану під льодом поблизу Північного полюса. У команді з археологом Гордоном Ешем він навчений імітувати торговця культури келихів Європи бронзової доби.
Відправлені до південної Британії близько 2000 року до нашої ери, Рос і Еш виявляють, що їхній форпост розбомбили. За словами двох тубільців, він був зруйнований гнівом Лурги, місцевого бога грози. Виявивши напрямок, звідки прибув бомбардувальник, та інші підказки, що вказують територію, зайняту радянською базою, Рос, Еш і Макнейл, єдиний, хто вижив після бомбардування, відправляються туди.
Десь біля Балтійського моря вони починають будувати факторію і дізнаються від місцевих жителів, що на південний схід від них лежить земля, населена привидами, куди не потрапить жодна людина зі здоровим глуздом. Рос відділяється від Еша та Макніла під час нічного нападу, і йому доводиться самотужки піти в зону табу, щоб знайти їх. Далеко в країні привидів він знаходить радянську базу і потрапляє в полон до червоних.
Намагаючись втекти, Рос наступає на транспортну плиту машини часу і його переміщує на радянську базу ще далі в часі. Червоні відловлюють його і виводять за межі бази, покинувши на льодовику, щоб він замерз на смерть. Він вилізає з ущелини, в яку його зіштовхнули, і йде стежкою, що веде від радянської бази, доходячи до гігантської кулі, наполовину закопаної в лід. Напівмертвий від переохолодження, він потрапляє в кулю, а потім падає крізь отвір у ванну, наповнену прозоро-червоним гелем.
Коли він приходить до тями, то виявляє, що всі його рани зажили, він більше не голодний і не відчуває спраги, а його одяг торгівця зник. Механізм пропонує йому обтягуючий костюм із райдужної темно-синьої тканини, який покриває все, крім голови та рук. Він досліджує те, що виявляється космічним кораблем, і його знову захоплюють червоні, але він встигає активувати систему зв'язку корабля та стикається віч-на-віч із ворожим яйцеголовим гуманоїдом.
Допит Роса червоними переривається вибухами, які стрясають базу. Рос возз'єднується з Ешем і Макнілом, і троє чоловіків тікають до транспортера часу, зупиняючись лише для того, щоб вкрасти кілька записів. Повернувшись на радянську базу бронзового віку, чоловіки залишають будівлю та тікають із селища саме тоді, коли нападають Яйцеголові. Чоловіки прямують до річки, яка приведе їх до Балтійського моря, де їх забере їхній підводний човен (замаскований під кита).
Рос знову розлучається з Ешем і Макнілом, коли падає з їх нашвидкуруч побудованого і некерованого плота. Після потрапляння у полон до воїнів племені бойових сокир, він дізнався, що на нього полюють Яйцеголові. Під час ритуального жертвопринесення він знову втікає та продовжує рух вниз по річці, досягаючи моря та табору, залишеного Ешем чи Макнілом, через кілька годин після того, як підводний човен забрав їх. Двоє Яйцеголових намагаються схопити його за допомогою телепатичного гіпнозу, але вони тікають, коли прибувають Келгарріс і його люди. Залишивши комбінезон інопланетян на пляжі, щоб Яйцеголові не змогли простежити їх до своєї бази, чоловіки відводять Роса на субмарину та у сучасний час. Там Еш розповідає йому, що стрічки, які він викрав, вказують на інші космічні кораблі інопланетян, покинуті на Землі, принаймні три з них в Північній Америці. Рос висловлює бажання брати участь у наступних операціях.